# Sophie Marshall

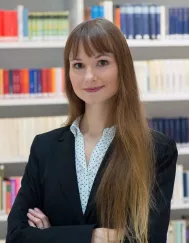

Sophie Marshall (* 1983 in Bielefeld) ist eine deutsche Altgermanistin.

## Leben
Nach dem Abitur 2002 am Ratsgymnasium Bielefeld absolvierte sie von 2003 bis 2009 ein Magisterstudium der Älteren deutschen Sprache und Literatur, der Neueren deutschen Literatur und der Klassischen Archäologie an der Universität Tübingen (gefördert durch die Studienstiftung des deutschen Volkes). Nach der Promotion 2014 an der Universität Tübingen war sie von 2017 bis 2022 Juniorprofessorin für Germanistische Mediävistik an der Friedrich-Schiller-Universität Jena. Seit 2022 ist sie Inhaberin des Lehrstuhls für Germanistische Mediävistik an der Friedrich-Schiller-Universität Jena.
Ihre Forschungsschwerpunkte sind höfischer Roman, Heldenepik, Lyrik des Hoch- und Spätmittelalters und marianische Dichtung.